# Liste von Persönlichkeiten aus Castagnola-Cassarate-Ruvigliana
Diese Liste enthält in Castagnola-Cassarate-Ruvigliana geborene Persönlichkeiten und solche, die in Castagnola-Cassarate-Ruvigliana ihren Wirkungskreis hatten, ohne dort geboren zu sein. Die Liste erhebt keinen Anspruch auf Vollständigkeit.

## Persönlichkeiten
(Sortierung nach Geburtsjahr)

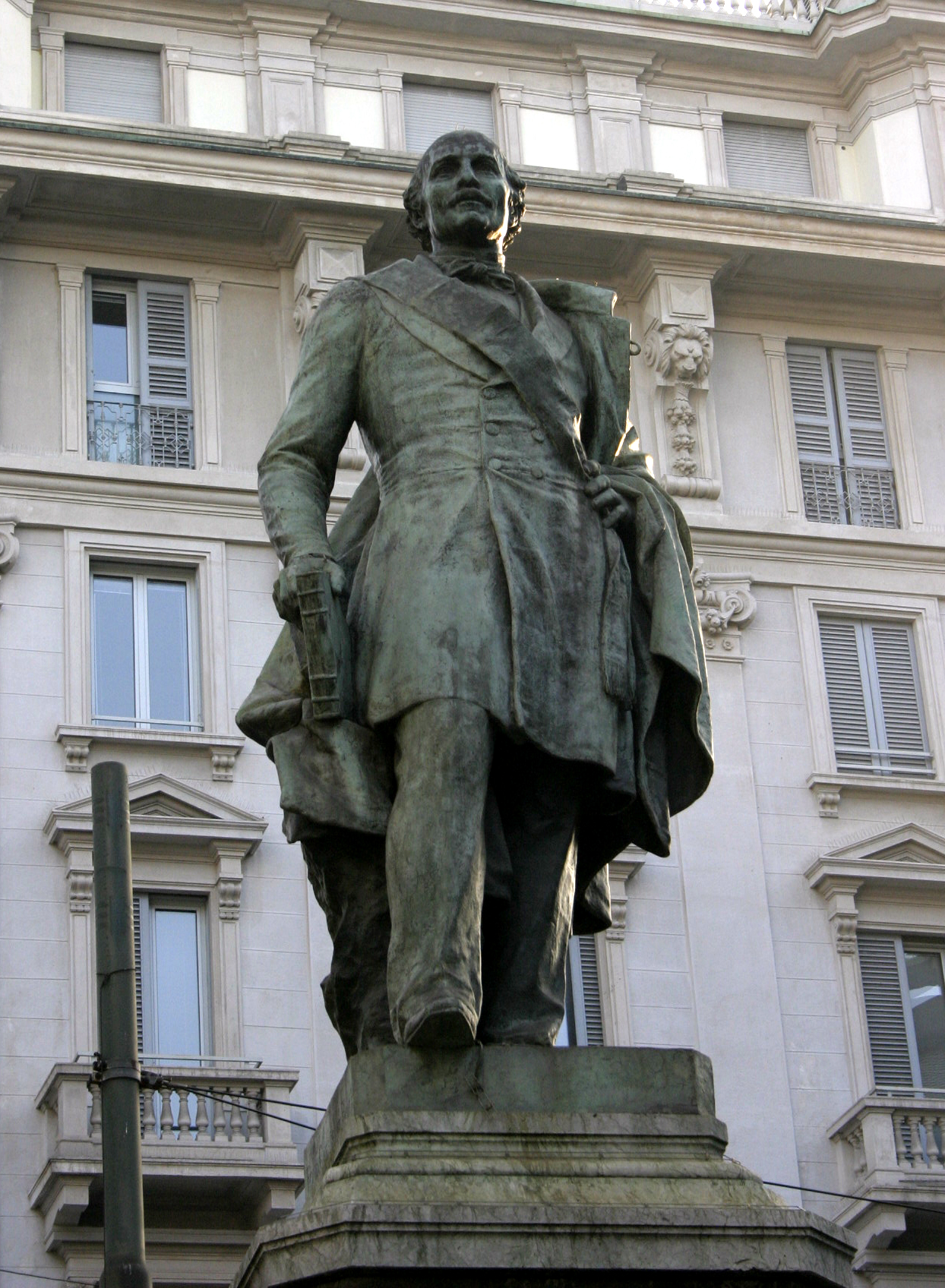
Statue Carlo Cattaneos von Ettore Ferrari

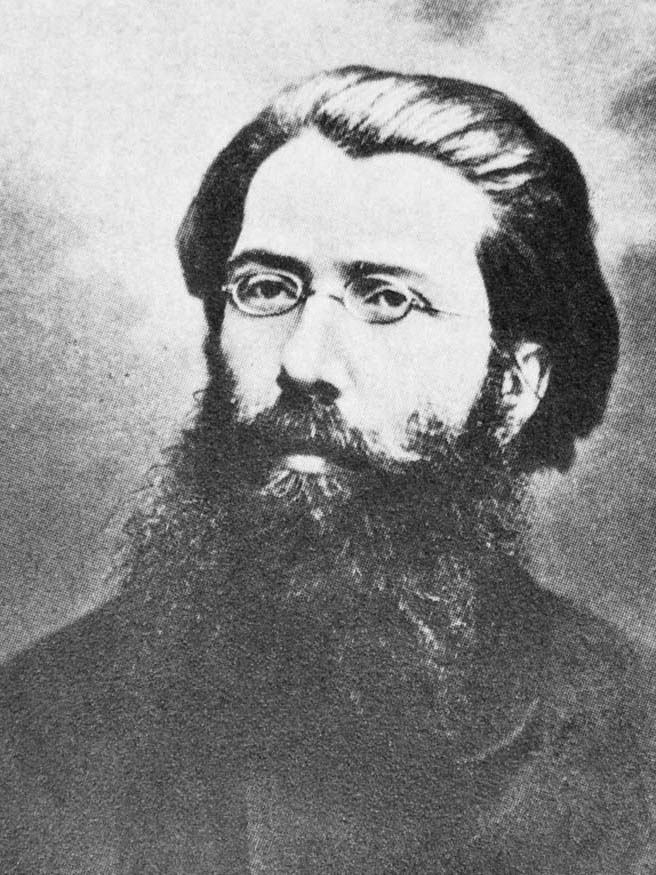
Carlo Cafiero

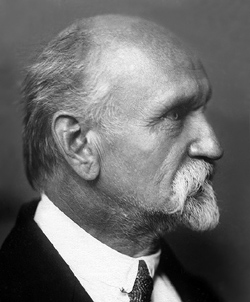
Rainis (1865–1929)

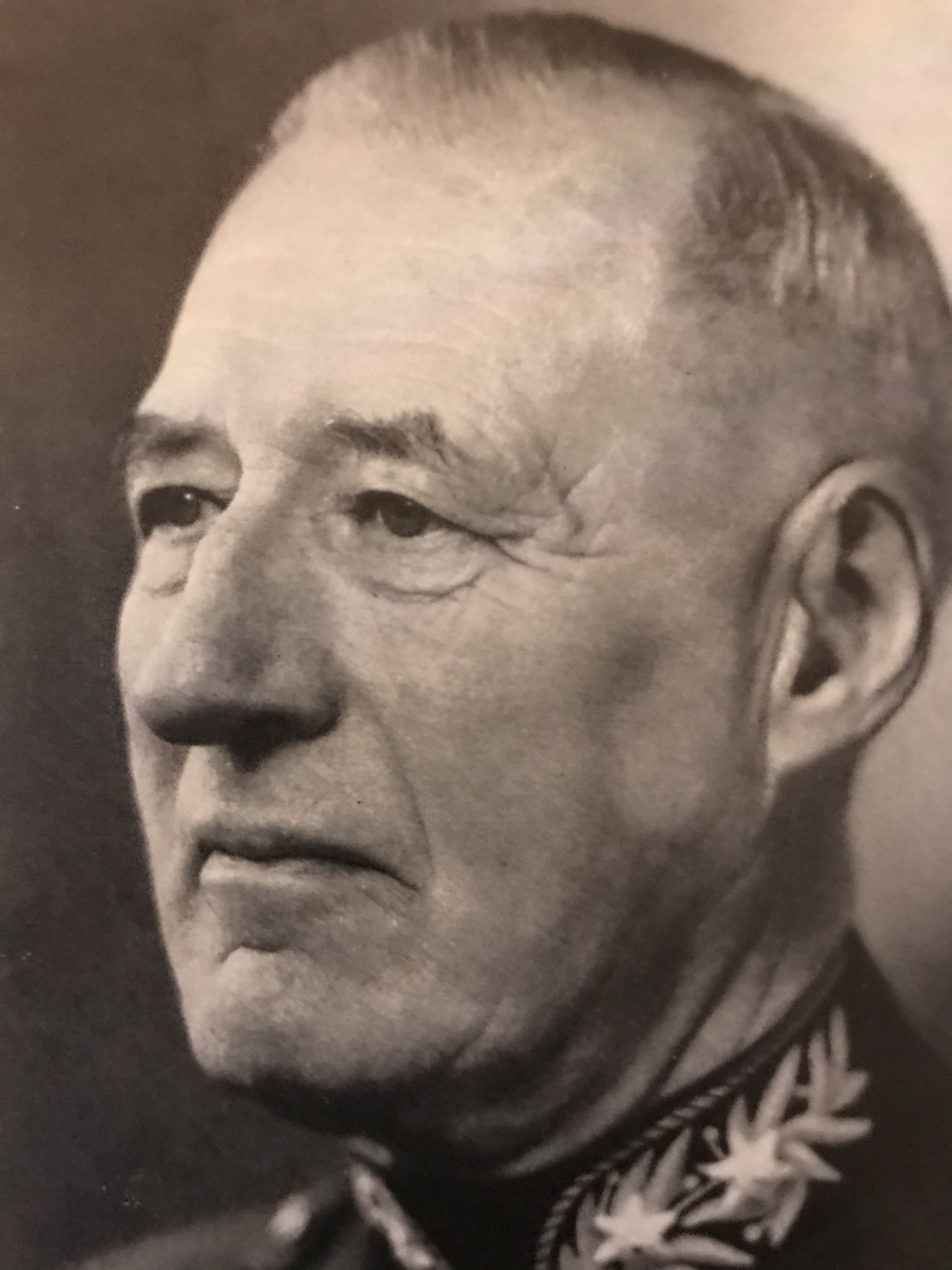
Ruggero Dollfuss Generaladjudant von General Guisan

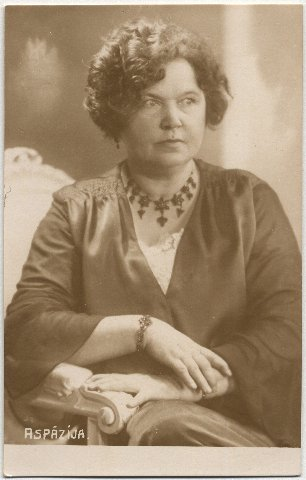
Aspazija 1929

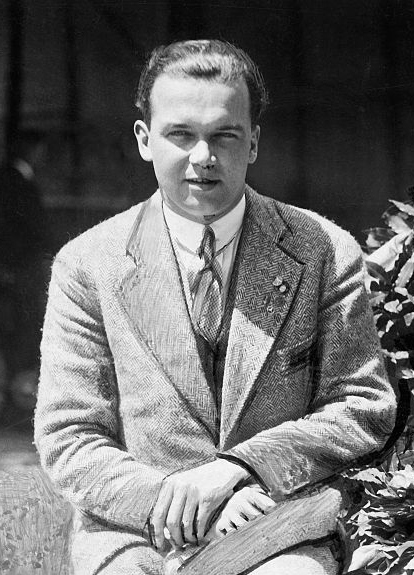
Rudolf Caracciola (1928)

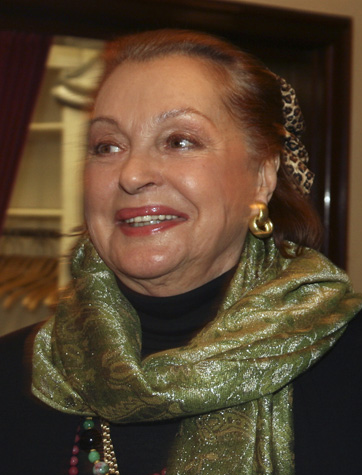
Nadja Tiller (2009)

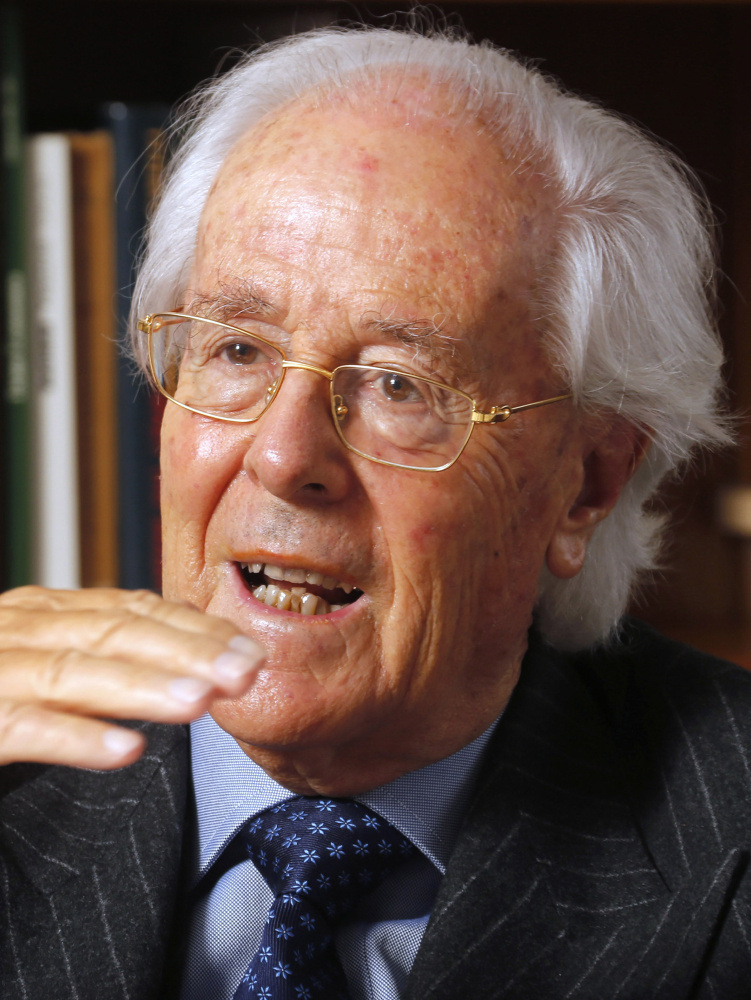
Tito Tettamanti (2013)

- Adelsfamilie San Michele.  (XII.–XV. Jahrhundert). Geschlecht, das sich am dem Schloss oberhalb Castagnola benennt; die 1192 Familie übte im ganzen Luganergebiet besonders im 13. Jahrhundert einen bedeutenden Einfluss aus. Sie besass Güter und Lehen in Castagnola, Savosa, Arogno, Calprino, Pazzallo und Ligornetto. Im 15. Jahrhundert verarmte die Familie; 1433 lag das Schloss in Trümmern, und die San Michele wohnten in Lugano, wo sie nach 1490 nicht mehr erwähnt werden[1]
  - Anricus San Michele 1280 war Vikar von Pietro Rusca für das Grafschaft Val Lugano[2]

- Giovanni Battista Discepoli genannt lo Zoppo (* um 1590 in Castagnola – 1660), Kunstmaler des Seicento, Schüler von Camillo Procaccini
- Pietro Beltramello (* um 1660 in Castagnola; † nach 1698 in Arbedo), Altarbauer und Stuckplastiker schuf 1698 ein Altar in der Kirche San Paolo in Arbedo[3]
- Carlo Cattaneo (1801–1869), Oekonom, Patriot, Schriftsteller und Philosoph
- Karl Schnyder von Wartensee (* 1839 in Luzern; † 1894 in Castagnola), Schweizer Unternehmer[4]
- Carlo Cafiero (1846–1892), italienischer Anarchist und Revolutionär
- Johannes Weber (1846–1912) war ein Schweizer Zeichner, Maler, Holzstecher und Illustrator schuf Zahlreiche Wanddekorationen in öffentlichen Gebäuden und Hotels. Leiter der Xylographischen Anstalt Orell Füssli und Co. in Zürich
- Luigi Rossi (1853–1923 in Tesserete), Maler, Zeichner, Illustrator[5]
- Francesco Anastasi (* 1856 in Ruvigliana; † 9. Dezember 1925 ebenda), Dozent der italienische Literatur[6]
- Friedrich Klose (1862–1942), deutscher Komponist, Musikpädagoge
- Rainis (Jānis Pliekšāns) (1865–1929) Dichter aus Lettland
- Aspazija (Elza Rozenberga) (1865–1943), lettische Dichterin
- Alonso Cordelas (* 1865 in Madrid ?; † 1933 in Cassarate), Pianist, Dirigent[7]
- Francesco Chiesa (1871–1973), Rechtsanwalt, Schriftsteller, Dichter, Rektor
- Otto zu Windisch-Graetz (1873–1952), Fürst, Militär, Wohltäter
- Heinrich Thyssen (1875–1947), ungarischer Unternehmer und Kunstsammler
- Ruggero Dollfus (1876–1948), Politiker und Militär
- József Birò (* 16. März 1887 in Pókakeresztúr (Glodeni (Mureș)); † 13. Januar 1975 in Castagnola), Maler ungarischer Herkunft. Landschaftsthemen, ländliche Szenen, Figurenbilder und Porträts. Seit 1946 in der Schweiz tätig.[8]
- Giuseppe Foglia (* 3. April 1888 in Lugano; † 16. Dezember 1950), Kunstmaler, Zeichner und Journalist. Er schuf Prägende Figur der Tessiner Kunst- und Kulturszene der ersten Hälfte des 20. Jahrhunderts und von expressivem Realismus geprägte Porträts[9][10][11]
- Hans Morgenthaler (1890–1928), Schriftsteller, Erzähler, Lyriker
- Ben Nicholson (1894–1982), Maler und Objektkünstler
- Douglas Sirk (1897–1987), Film- und Bühnenregisseur
- Gian Lorenzo Seger (* 6. September 1900 in Trier; † 19. September 1958 in Lugano), Cellist und Komponist[12]
- Imre Reiner (1900–1987), ungarisch-schweizerischer Maler, Grafiker und bedeutender Schriftgestalter
- Rudolf Caracciola (1901–1959), deutscher Autorennfahrer
- Elmo Patocchi (* 8. April 1906 (Guglielmo) in Basel; † 20. Dezember 1980 in Agra (heute Gemeinde Collina d’Oro), von Peccia (heute Gemeinde Lavizzara)), Politiker, Gemeinderat in Castagnola (heute Gemeinde Lugano) und in Bellinzona, Tessiner Grossrat, Gründer und Präsident der Lega dei comuni rurali e montani (Bund der Land- und Berggemeinden)[13]
- Michele Corbellini (* 9. Dezember 1909 in Cassarate; † 9. September 1974 in Viganello), Violinist[14]
- Eugénie Mousny (* 23. Juli 1911 in Alexandria; † 8. Juni 2011), erste Sprecherin von Radio Monte Ceneri, die jüngste Radiostimme Europas, Ehefrau von Rino Tami[15]
- Edmondo Dobrzanski (1914–1997 in Lugano), aus Fischenthal, Schweizer Maler
- Pino Gobbi (* 6. Januar 1915 in Castagnola), Gitarrist[16]
- Jürgen Thorwald (1915–2006), Schriftsteller
- Fernando Corena (1916–1984), Opernsänger
- Hans Heinrich Thyssen-Bornemisza de Kászon (1921–2002) Unternehmer und Kunstsammler
- Giorgio Strehler (1921–1997), italienischer Theaterregisseur
- Nice Monico (* 4. Januar 1922 in Castagnola; † 5. Juni 1981 ebenda), Sekretärin der Unione Donne Socialiste Ticinesi (UDST), Politikerin[17]
- Walter Giller (1927–2011), Schauspieler
- Nadja Tiller (1929–2023), Schauspielerin
- Éva Saáry (* 28. November 1929 in Balatonkenese; † 26. September 2014 in Lugano), Malerin, Illustratorin, Schriftstellerin, Photographin[18][19]
- Tito Tettamanti (* 1930), Politiker, Unternehmer und Financier
- Carlo Antonio Gianinazzi (1936–2014), Journalist, Kunstkritiker und Schriftsteller
- Jon Lord (1941–2012), britischer Musiker
- Edy Borradori (* 28. Januar 1943 in Gordola; † 17. Juli 2017 in Frankreich), Architekt studierte an der Scuola Tecnica Superiore von Lugano, Kunstmaler. Er wohnte in Castagnola mit Atelier Artebo in Pregassona[20][21]
- Megan Gale (* 7. August 1975 in Perth), Schauspielerin, Model, Fashion Design[22]